# Waldorf (Maryland)
Waldorf es un lugar designado por el censo en el Condado de Charles, Maryland, Estados Unidos. La población era de 22 311 habitantes en el 2000 (según el censo de población). Waldorf empezó en 1900 como una zona rural, que tenía una estación de trenes llamada "Beantown". Waldorf es ahora en gran parte incluido por la comunidad de St. Charles.
Waldorf, tiene códigos postales 20601, 20602, 20603 y 20604. Unas pocas granjas en el lado de Prince Georges County, también tienen direcciones. El significado de Walldorf, que viene del alemán es: "Forest Village" (Villa del Bosque).
Waldorf es una "ciudad dormitorio" para muchos residentes que trabajan en otros puntos de Washington D. C., el área metropolitana, especialmente en la base aérea de Andrews. Los trabajos que hay en Waldorf son primariamente en el servicio e industria de las ventas. 

## Historia de Waldorf
En la primavera de 1900 se abrió un centro comercial llamado St. Charles Towne Centre, que será remodelado en el 2007, Este centro comercial trajo vendedores y dinero de Maryland, parte de Washington D.C y del norte de Virginia, causando así que Waldorf fuese llamado "La Capital Centro Comercial" de Sourhern Maryland. La ruta 301 se jacta de "Waldorf Motor Miles" con distribuidores de autos principalmente localizados dentro del lado norte. 
El 2005 Waldorf abrió la tercera Escuela de Secundaria Pública (North Point) la cual tiene tecnología muy avanzada; ese año se abrió el Club de 24 horas, con complejo deportivo, y pista de hielo. 
El 2006, se anunció el plan para construir dos centros comerciales más, incluyendo uno con tiendas de alta calidad y la disposición de un centro comercial del pueblo con atractivos "Lifestyles". 
Además, el cuerpo de bomberos voluntarios de Waldorf es el más largo en Maryland.

## Geografía
Waldorf está localizado en 38°38′46″N 76°53′54″O / 38.64611, -76.89833 (38.646173,-76.898217GR1)
Según la Oficina del Censo de los Estados Unidos, el CDP tiene un área total de 33,1 km² (12,8 millas cuadradas) toda la tierra.
La mayor parte de Waldorf es plana, particularmente la zona este de la ciudad. 
Hay pequeños cerros hacia el este, y en la zona sur y este de la ciudad hay pantanos, formando una gran diversidad de fauna en charcas y corrientes. 
Waldorf es también muy arbolado, mayormente con árboles de roble y pino.

## Demografía
Desde el censo del 2000, habitan 22.312, 7.603 casas y 5.991 familias residiendo en el CDP. La densidad poblacional era de 674,1 hab/km² (1.746,0 hab/milla cuadrada). Había 7.827 unidades de alojamiento en una densidad media de 236,5 hab/km² (612,5 hab/milla cuadrada). La distribución de las razas en CDP era un 61,11% blanco, 31,98% africano americano 0,54% nativo americano, 2,59% asiático, 0,02% isleño del Pacífico, 0,88% de otras razas y 2,88% de dos o más razas. Hispano o latino de cualquier raza había un 2,91% de la población.
Había 7.603 casas de las cuales 45,5% tenían niños menores de 18 años viviendo con ellos, 58,6% estaban casados y viviendo juntos, 15,5% tenía una cabeza de familia femenina sin un marido presente, y 21,2% no tenían familias, el 14,8% de las casas estaban hechas individuales 2,2% estaba viviendo sólo teniendo 65 años o más. 
El promedio del tamaño de las casas era de 2,93 y el promedio del tamaño de las familias era de 3.24 personas.
En el CDP la población se extiende con 30,6% menores de 18 años, 7,5% de 18 a 24 años, 36,4% de 25 a 44 años, 20,7% de 45 a 64 años, y 4,8% que tenían 65 años de edad o más. 
La edad media era de 33 años. Cada 100 mujeres había 94,4 hombres. Por cada mujer de 18 años o mayor había 90,8 hombres.
El ingreso medio para una casa en el CDP era de US$ 68.869 y el ingreso medio para una familia era de US$ 71.439. Los hombres tienen un ingreso de US$ 45.293 versus US$ 35.386 que tienen de ingreso las mujeres. El ingreso per cápita para el CDP era de US$ 24.728. Alrededor de 2,7% de las familias y un 4,4% de la población está por abajo de la línea de la pobreza, incluyendo  el 6,4% de los menores de 18 años y 2,2% de los 65 años o más. 
Debido a la población urbana, se encontró que Waldorf el año 2005 está incorporado (con las áreas de St. Charles y White Plains) su población debería estar cerca de las 70.000-75.000 personas, haciéndose así la tercera ciudad más grande en Maryland,

## Granjas
Aunque Waldorf rápidamente se formó en una ciudad urbana, está rodeada por granjas, Hay tres grandes granjas en Waldorf
- Shlagel, que tiene la mayor granja de fresa, también ofrece vegetales y flores.

- Cedar Hill

- Middleton Manor

Tras haber sido una de las cosechas predominantes en la zona sur de Maryland, el tabaco casi ha desaparecido de la mayoría de las áreas agrícolas después de que estas fueran adquiridas por el estado en 1900.

## Educación
Hay 11 escuelas elementales en Waldorf:
1. . C.Paul Barnhardt Elementary School
2. . Berry Elementary School
3. . Dr. Gustavus Brown Elementary School
4. . William A. Diggs Elementary School
5. . Daniel of St. Thomas Jenifer Elementary School
6. . Arthur Middleton Elementary School
7. . Dr. Samuel A. Mudd Elementary School
8. . J.P. Ryon Elementary School
9. . Eva Turner Elementary School
10. . William B. Wade Elementary School
11. . Malcolm Elementary School

Hay 4 escuelas medias en Waldorf, y dos en áreas cerca a Waldorf:
1. . Theodore G. Davis Middle School
2. . John Hanson Middle School
3. . Matthew Henson Middle School
4. . Mattawoman Middle School
5. . Benjamin Stoddert Middle School
6. . Milton M. Somers Middle School

Hay 4 escuelas secundarias en Waldorf, y una cerca de Pomfret MD que sirve Waldorf
1. .North Point High School - has special magnet science and technology program
2. .Thomas Stone High School
3. .Westlake High School
4. .Maurice J. McDonough High School (In Pomfret)

Hay un gran número de escuelas privadas en Waldorf entre ellas:
1. . The Beddow School (Grades K-4)
2. . First Baptist Church of St.Charles (Pre-K through K)
3. . Good Shepherd Education center (Pre-K through K)
4. . Grace Brethren Christian School (K through 12)
5. . St. Peters Catholic School (K through 8)
6. . The Goddard School (Pre-K through K)
7. . Kindercare Learning Centers (Pre-K through K)
8. . Waldorf Christian Academy (Pre-K through 7)
9. . La Petite Academy (Pre-K through K)

## En la cultura Popular
Waldorf es la casa de las bandas de rock como, Downtown Singapoore, Good Charlotte, y The Godfather de go-go, Chuck brown, la gente famosa de Waldorf son:
- Randy Starks - Defensiva para de Tennessee Titans.
- Chuck Brown – guitarrista de jazz.
- Benji Madden – guitarrista de Good Charlotte.
- Joel Madden – líder y vocalista de Good Charlotte.
- Paul Thomas – bajista Good Charlotte.
- Matt Van Gasbeck - guitarrista de My American Heart
- Christina Milian – actriz, cantante, compositora, y bailarina.
- Samuel Mudd – doctor, implicado en ayuda en el asesinato de Abraham Lincoln por John Wilkes Booth.
- Edmund Spangler – conspirador en el asesinato de Abraham Lincoln.
- Robert Stethem – buceador naval de los Estados Unidos, muerto durante el secuestro del vuelo TWA Flight 847
- A.J. Wallace -  Defensiva trasera del equipo de fútbol de Penn State Nittany Lion
- Darius Powell - Defensiva final de The University Of North Carolina Tarheels
- Jameka Cameron - Concursante en Big Brother 8 (US).

## Deportes
| Equipo                       | Deporte | Liga                                                | Campeonatos | Sede                      |
| ---------------------------- | ------- | --------------------------------------------------- | ----------- | ------------------------- |
| Southern Maryland Blue Crabs | Béisbol | Liga Atlántica Profesional de Béisbol; División Sur | 0           | Regency Furniture Stadium |